# ホセ・サンティアゴ・サンタ・ロマナ

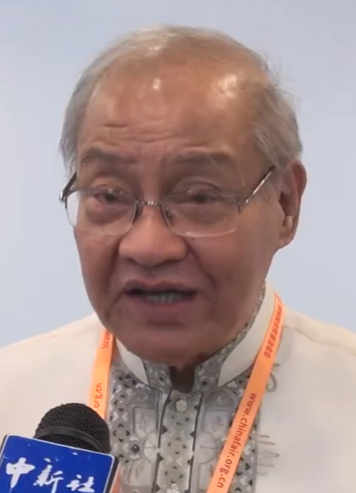
ホセ・サンティアゴ・サンタ・ロマナ

ホセ・サンティアゴ・L・サンタ・ロマナ（Jose Santiago L. Santa Romana、1948年1月 - 2022年4月18日）は、フィリピンのジャーナリスト、大使。ニックネームはチト (Chito)。

## 経歴
1970年、第1四半期の嵐と呼ばれる反マルコス闘争に参加する。翌1971年、デ・ラ・サール大学在学中にフィリピンの青年代表団の団長として中華人民共和国を訪問。ちょうど同じ時期にマルコス大統領が反共を旗印とする独裁政治を確立したためサンタ・ロマナは共産中国から帰国できなくなってしまい、北京語言学院（現・北京語言大学）に修学して、翻訳編集者として身を立てることになる。1987年、アメリカ合衆国マサチューセッツ州フレッチャー法律外交大学院に留学して国際関係論の修士を取得。
1989年から2010年にかけてABCニュースの北京駐在チーフ、リポーターとして勤務し、1989年の六四天安門事件や1999年の在ユーゴスラビア中国大使館誤爆事件による米中緊迫化などの主要事件にジャーナリストとして立ち会っている。ABC辞職後の2012年、フィリピン農村再建運動（PRRM）に参加。
2016年9月28日、ドゥテルテ大統領により在中華人民共和国フィリピン大使および非常駐の在朝鮮民主主義人民共和国フィリピン大使、在モンゴル国フィリピン大使に任命される。2017年3月17日、北京の人民大会堂で習近平国家主席に信任状を捧呈した。同年6月7日、王毅外交部長（外務大臣に相当）と会見。
2017年10月27日、在朝鮮民主主義人民共和国フィリピン大使として平壌の万寿台議事堂を公式訪問して、朝鮮労働党中央委員会政治局常務委員会の金永南委員に信任状を捧呈した。
在中国大使在任中の2022年4月18日、逝去。